# Павленко, Юрий Григорьевич
Юрий Григорьевич Павленко (род. 30 января 1938) — советский и российский физик, педагог, доктор физико-математических наук, заслуженный профессор МГУ им. М. В. Ломоносова.

## Биография
Ю. Г. Павленко родился 30 января 1938 г. в Пятигорске. В 1961 г. окончил физический факультет Московского государственного университета. После этого занимался преподавательской деятельностью в этом же вузе, читал курс лекций «Теоретическая механика» и «Общая физика». В 1964 защитил кандидатскую диссертацию («Поляризационные эффекты в сильных и слабых взаимодействиях»), в 1989 - докторскую («Гамильтонова теория взаимодействия частиц с электродинамическими структурами»).Научным руководителем и консультантом был профессор Соколов. В 2004 г. ему присвоено звание заслуженного профессора Московского университета.
С 1990 г. Ю. Г. Павленко является членом Российского физического общества. С 1991 г. преподавал на кафедре физики СУНЦ МГУ.
Область научных интересов: физика элементарных частиц, синхротронное излучение, поляризационные эффекты, лазеры на свободных электронах.
Является автором более 180 учебно-научных работ.

## Научные статьи
- Павленко Юрий Григорьевич Архивная копия от 10 января 2018 на Wayback Machine на сайте общероссийского математического портала Math-Net.Ru Архивная копия от 16 января 2018 на Wayback Machine
- Павленко Ю. Г. Архивная копия от 11 января 2018 на Wayback Machine в базе данных INSPIRE HEP Архивная копия от 27 декабря 2017 на Wayback Machine